# Luca Miracoli
Luca Miracoli, né le 31 mars 1992 à Gênes, est un footballeur italien. Il évolue au poste d'attaquant à Sangiuliano City.

## Carrière
Le 31 août 2015, il s'engage pour deux saisons avec le Tours FC, en Ligue 2.

## Statistiques
| Saison                | Club                  | Championnat           | Championnat | Championnat | Coupe(s) nationale(s) | Coupe(s) nationale(s) | Total | Total |
| Saison                | Club                  | Division              | M.          | B.          | M.                    | B.                    | M.    | B.    |
| 2011-2012             | US Valenzana          | Serie C2              | 36          | 10          | 2                     | 2                     | 38    | 12    |
| Sous-total            | Sous-total            | Sous-total            | 36          | 10          | 2                     | 2                     | 38    | 12    |
| 2012-2013             | Feralpi Salò          | Serie C               | 26          | 3           | 0                     | 0                     | 26    | 3     |
| 2013-2014             | Feralpi Salò          | Serie C               | 31          | 13          | 1                     | 1                     | 32    | 14    |
| Sous-total            | Sous-total            | Sous-total            | 57          | 16          | 1                     | 1                     | 58    | 17    |
| 2014-2015             | Varèse Calcio SSD     | Serie B               | 26          | 3           | 0                     | 0                     | 26    | 3     |
| 2015-2016             | Tours FC              | Ligue 2               | 15          | 1           | 2                     | 1                     | 17    | 2     |
| Sous-total            | Sous-total            | Sous-total            | 41          | 4           | 2                     | 1                     | 43    | 5     |
| Total sur la carrière | Total sur la carrière | Total sur la carrière | 134         | 30          | 5                     | 4                     | 139   | 34    |